# ألان بيران
ألان بيران (بالفرنسية: Alain Perrin)‏ (ولد في7 أكتوبر 1956) لاعب فرنسي سابق في لعبة كرة القدم وهو حاليًا مدرب نادي نانسي.
.

## المسيرة التدريبية
بدأ ألان بيران مسيرته التدريبية في نادي نانسي سنة 1983، مدربا لفريق الناشئين تحت إشراف أرسين فينغر الذي استطاع أن يبني سمعة عالية بتنشئته لاعبين صغار في السن وموهوبين، وتمت ترقيته إلى مدير أكاديمية النادي. في سنة 1993 قرر أن يغتنم أولى فرص التدريب بقبوله تدريب فريق تروا الهاوي. في خلال 6 مواسم صعد 3 مرات وتأهل إلى بطولة دوري الدرجة الأولى، وأيضا تأهل للمشاركة في بطولة كأس الاتحاد الأوروبي، نتيجة لهذا النجاح الساحق تقدم مسؤولو نادي مرسيليا بعرض رسمي للتعاقد معه، وقد وافق على ذلك واستلم زمام الأمر في سنة 2002. على الرغم من تسجيله رقما قياسيا في قيمة صفقة بيع لاعب بالتخلي عن المهاجم العاجي ديديه دروغبا مقابل 37 مليون دولار أمريكي إلا أنه حقق العديد من النتائج السلبية مما أدى إلى إقالته في يناير 2004.
تقدمت العديد من الأندية الأوروبية بعروض رسمية للتعاقد معه أبرزها نادي ساوثهامبتون الإنجليزي، إلا أنه وافق على التوقيع لصالح نادي العين الإماراتي في يوليو من نفس السنة، وواصل الحظ العاثر ملاحقته لبيران فتمت إقالته إلى أكتوبر من نفس السنة. تم تعيينه مديرا فنيا لفريق بورتسموث الإنجليزي في أبريل 2005 آخذا مكان فليمير زاييتش الذي حل مؤقتا مكان هاري ريدناب المقال في نوفمبر 2004. أطلقت عليه وسائل الإعلام البريطانية وجماهير النادي لقب ريغي نسبة إلى ريغينالد بيران بطل المسلسل التلفزيوني الكوميدي البريطاني (سقوط وصعود ريغينالد بيران). نجح بيران في الإبقاء على الفريق في صفوف الدرجة الممتازة، وفي الموسم التالي وبعدما حقق 4 انتصارات فقط من أصل 20 مباراة قاد فيها الفريق فقد تمت إقالته مجددا لسوء نتائج الفريق.
بقي بعيدا عن عالم التدريب لفترة 6 أشهر قبل أن يعود في 19 مايو 2006 إلى نادي سوشو الفرنسي. في سنة 2007 حقق بطولة كأس فرنسا على حساب فريق مرسيليا. قرر ترك نادي سوشو والقبول بتدريب فريق ليون في 30 مايو 2007 حيث حل مكان جيرارد هولييه، في موسمه الأول حقق لقب بطولة دوري الدرجة الأولى للموسم السابع على التوالي وأيضا بطولة كأس فرنسا. في يونيو 2008 قرر ترك نادي ليون من أجل أن يكون متفرغا لاحتمال توليه تدريب منتخب فرنسا حيث انتشرت شائعات تقول بأن الاتحاد الفرنسي لكرة القدم يرغب في إقالة ريموند دومينيك والبحث عن بديل له، ولكن في 3 يوليو 2008 أكد الاتحاد الفرنسي الإبقاء على دومينيك حتى نهاية بطولة كأس العالم لكرة القدم 2010. في 11 نوفمبر 2008 أصبح مدربا لفريق سانت إتيان المتعثر، وفي 2010 تعاقد بيران مع الخور القطري وحقق نتائج إيجابية مع الفريق ورفع من مستواه، ورشح لينال جائزة أفضل مدرب لموسم 2010/ 2011، مما جعل الاتحاد القطري لكرة القدم بأن يستعيره من نادي الخور سنة 2012 لتدريب المنتخب الأولمبي خلفاً للبرازيلي باولو أتوري الذي أصبح مدرب المنتخب القطري الأول، وفي ديسمبر 2012 قبل بيران بتدريب نادي الغرافة القطري لمدة 6 أشهر لعدم وجود استحقاقات أو مباريات للمنتخب الأولمبي خلال هذه الفترة، وحقق مع الغرافة نتائج إيجابية وقاد الفريق للفوز في جميع المباريات التي خاضها حتى الآن سواءً الرسمية أو الودية، واختير على اثرها أفضل مدرب في الجولة الثالثة عشر من الدوري القطري.

## روابط خارجية
- ألان بيران على موقع قاعدة بيانات كرة القدم.إي يو (الإنجليزية)
- ألان بيران على موقع بيانات كرة القدم. دي إي (الألمانية)
- ألان بيران على موقع Soccerbase.com (مدرب) (الإنجليزية)
- ألان بيران على موقع عالم كرة القدم.نت (الإنجليزية)